# Leptosomatides crassus
Leptosomatides crassus är en rundmaskart som beskrevs av Platonova 1967. Leptosomatides crassus ingår i släktet Leptosomatides och familjen Leptosomatidae. Inga underarter finns listade i Catalogue of Life.